# Черняхівська районна рада
Черняхі́вська райо́нна ра́да — орган місцевого самоврядування Черняхівського району Житомирської області. Розміщується в селищі міського типу Черняхів, котре є адміністративним центром Черняхівського району.

## VII скликання

### Склад ради
Загальний склад ради: 34 депутати.
Виборчий бар'єр на чергових місцевих виборах 2015 року подолали місцеві організації шести політичних партій. Найбільше депутатських місць отримали партії «Конкретних справ» та БПП «Солідарність» — по 10; далі розташувались: Всеукраїнське об'єднання «Батьківщина» — 5, Радикальна партія Олега Ляшка — 4 депутати, «Опозиційний блок» — 3 мандати та Всеукраїнське об'єднання «Свобода» — 2 депутатських місця.
За інформацією офіційної сторінки, станом на травень 2020 року, в раді діють три депутатських фракції (партії «Конкретних справ», БПП «Солідарність», «Опозиційний блок»), депутатська група «Батьківщина», четверо депутатів не входять до груп чи фракцій.
В раді працюють чотири постійних депутатських комісії:
- з питань бюджету, комунальної власності та соціально-економічного розвитку району;
- з питань регламенту, депутатської етики, правопорядку та прав людини;
- з питань освіти, культури, охорони здоров'я та соціального захисту населення;
- з питань освіти, культури, охорони здоров'я та соціального захисту населення.

### Керівний склад
27 листопада 2015 року, на першій сесії Черняхівської районної ради VII скликання, головою районної ради обрано депутата від партії «Конкретних справ» Івана Бовсунівського, заступником — колишнього голову районної ради, «батьківщинця» Володимира Троценка.

## Колишні голови ради
- Троценко Володимир Романович — 2014—2015 роки